# Borznyestformák
A borznyestformák (Helictidinae) a menyétfélék családjának egy alcsaládja. Egy nem és öt ma élő faj tartozik az alcsaládba.

## Rendszerezés
Az alcsalád az alábbi nemet és fajokat foglalja magában.
- Melogale (I. Geoffroy Saint-Hilaire, 1831) – 5  vagy  6 faj
  - borneói borznyest (Melogale everetti)
  - pézsma borznyest (Melogale moschata)
  - tajvani borznyest (Melogale subaurantiaca) vagy (Melogale moschata subaurantiaca)
  - jávai borznyest (Melogale orientalis)
  - nagyfogú borznyest vagy indiai borznyest (Melogale personata)
  - vietnámi borznyest (Melogale cucphuongensis)